# Bedina Varoš
Bedina Varoš (en serbe cyrillique : Бедина Варош) est une localité de Serbie située dans la municipalité d’Ivanjica, district de Moravica. Au recensement de 2011, elle comptait 1 660 habitants.
Bedina Varoš est située sur les bords de la Moravica.

## Démographie

### Évolution historique de la population
| 1948 | 1953 | 1961 | 1971 | 1981  | 1991  | 2002  | 2011  |
| ---- | ---- | ---- | ---- | ----- | ----- | ----- | ----- |
| 852  | 945  | 933  | 853  | 1 135 | 1 478 | 1 681 | 1 660 |

|  |